# Elefantengambit
Das Elefantengambit ist eine Schacheröffnung, die Bezeichnung wird in der Literatur allerdings nicht eindeutig verwendet. In neuerer Literatur ist sie gebräuchlich für eine Variante des Mittelgambits im Nachzug.
In älterer deutscher Literatur wird damit die Zugfolge
1. e4 f5
2. exf5 Kf7
3. Dh5+ g6
4. fxg6+ Kg7
5. gxh7
gemeint.

Rainer Schlenker bemerkte bezüglich der uneinheitlichen Bezeichnung in einem Revival seiner in den 80er und 90er Jahren erschienenen Zeitschrift Randspringer:

Die Monographie von Konikowski/Gupta (Düsseldorf 1994) trägt den Titel "Das Mittelgambit im Nachzug", 1. e4 e5 2. Sf3 d5. Im Text dann: " ... bleiben wir bei der klassischen Bezeichnung 'Mittelgambit im Nachzug', auch wenn sie nicht besonders elegant klingt. Besonders in Fernschachkreisen ist auch die Bezeichnung 'Elefantengambit' populär geworden. Der Name ist jedoch problematisch, da gewöhnlich die Zugfolge 1. e4 f5 darunter verstanden wird." Wie wahr, und so soll es auch bleiben [Die "fachfremde" Neuentdeckung des Namens kommt wohl aus Dänemark, dementsprechend weit hergeholt ist die Begründung, und wurde dann als "Elephant Gambit" von einem amerikanischen Verlag übernommen. Elefantengambit ist eine phantastische Wortschöpfung für 1. e4 f5 eigentlich sogar weiteres 2. exf5 Kf7 einschließend, aus dem Vorkriegs-Berlin].

Eine andere Bezeichnung für diese Zugfolge wäre Duras Gambit, die Verteidigung von 1. e4 mit 1. … f5 wird auch Fred Verteidigung genannt.